# Cost social
El Cost social, en economia, representa tots els costs associats a una activitat econòmica. El cost social és la suma dels costos privats i de les externalitats.
Per una banda, el cost de la producció d'un producte s'anomena cost privat o cost intern. Per altra banda, tots aquells costs o beneficis percebuts per la societat s'anomenen costs externs o, genèricament, externalitats. Així, el balanç d'aquestos dos costs pot tenir un impacte positiu o negatiu, segons les externalitats degudes al producte són percebudes com a benefici o perjudici.
En resum, per tal de tenir en compte els efectes socials es tenen dos casos:
- El del cost de producció al qual es poden afegir costs extra, no compensats, que afecten a altres consumidors o productors.
- El del benefici del consum al qual es poden afegir beneficis extra, no taxats, que perceben altres consumidors o productors.

## Balanç del cost social
Si les externalitats són negatives, aleshores el balanç del cost social (cost privat + cost extern) serà major que els costos privats. En aquest cas el producte és perjudicial per a la societat. Un exemple d'això és el fum produït durant el consum de tabac, que causa la inhalació del fum entre les persones de l'entorn i que pot suposar costos addicionals en termes de l'empitjorament de la salut de les persones afectades.
Si les externalitats són positives es parla de beneficis. Aleshores el benefici social és major que el benefici privat. Un producte beneficiós socialment suposa una millora per a la societat en l'entorn. En aquest cas es pot trobar un exemple en el cas de la producció de mel, on el benefici privat és l'explotació dels productes del rusc, mentre que la presència d'un eixam d'abelles pot afegir beneficis externs gràcies la millora de la pol·linització de les plantes amb llavors circumdants, podent millorar la producció fruitera en favor als agricultors de la zona.